# Дредови
Дредови су врста фризуре коју чине замршени праменови косе. Некада су се под дредовима сматрали само праменови косе који се спонтано формирају када коса природно расте у дужем временском периоду без употребе четке, чешља, маказа или бритве, дредови су данас фризура за чије формирање је потребно одвојити пуно времена и стрпљења. Дредови су универзална појава и кроз историју људи различитих култура носили су дредове. Може се рећи да је оно што нам је данас познато као дредови, једна од најстаријих и најуниверзалнијих фризура.

## Историја
Још су многи Фараони уплитали своју косу. Нетакнути дредови се налазе чак и на Тутанкамоновој мумији.
Без обзира на порекло, све културе носиле су дредове у неком тренутку свог постојања. Римски извори кажу да су Келти носили своју косу „као змије”. Германска племена и Викинзи такође су носили своју косу уплетену у кике које данас препознајемо као дредове. Дредове су носили и монаси Етиопијске Православне Тевахедо Цркве, Назарети Јудаизма, Свети људи хиндуизма, дервиши Ислама и још многи многи други.

## Начин прављења дредова
Постоји неколико метода за прављење дредова. Три најпознатије методе за прављење дредова су хеклање, backcombing (тапирање) и twist&rip - у преводу "уврни и раздвој". Дредове можете направити и тапирањем па додатним ухеклавањем, као и природним путем.

### Хеклање
Хеклање дредова се најчешће ради у комбинацији са неком другом техником. Без обзира коју метода се комбинује са хеклањем, ухеклавање дреда је неопходно посебно код тек направљеног дреда. Хеклањем ћете на најбржи и најједноставнији начин успети да увучете све оне испале и "лабаве" длачице и на тај начин учврстити дред. Што га боље учврстите одмах први пут, он ће се мање опустити до следећег сређивања и самим тим пре ћете доћи до свог циља.

### Backcombing (Тапирање)
Ово је једна од најзаступљенијих метода. Укратко, прамен косе се тапира дрвеним или металним чешљем. Затим се уз помоћ хеклице и чешља праменови уплићу један са другим правећи чворове. Многи професионални справљачи дредова не подржавају ову методу јер сматрају да непотребно оштећује косу.

### Twist&Rip (Уврни и раздвој)
Овом методом имате највише контроле над ширином и величином дредова. Коса се прво дели на једнаке секције (као и код било које друге методе). Прамен косе се затим увија на једну страну и "цепа" на два дела која се повлаче ка супротним крајевима тако да се прави као мали чвор који гура косу ка корену главе. Тај поступак се понавља код цео прамен не крене да подсећа на дред. Након тога се дред благо увија у једну страну шакама или пешкиром и дадатно учвршћава хеклицом (по потреби). Овом методом добија се дред који највише подсећа на природни дред.

## Одржавање дредова

### Раздвајање дредова
Дредове морамо да раздвајамо како нам се не би направио један велики дред на целој глави. Потребно је да повремено (једном месечно) проверите корење дредова и да косу која је израсла упутите на прави пут, тј. у најближи дред. 

### Прање дредова
Дредови се перу бар једном недељно, шампонима који не садрже регенераторе, тј. балзаме. Постоје и посебни шампони за дредове. 

## Дредови код растафаријанаца
Растафаријанство је монотеистички религиозни покрет, настао 1930-их на Јамајци. Његови припадници верују да је Хајле Селасије божја инкарнација, и познати су као растафаријанци или расте.
Дредови на глави растафаријанца представљају њихове корене, повезаност са земљом, прецима и природом. Такође представљају гриву лава, симбол Африке. Уједно су и вид побуне против белаца, као контраст белачкој плавој коси и култури. У почетку су их носили само они који су полагали заклетву, да би их касније прихватила већина растафаријанаца.
У историји црнопутог народа растафаријанизам је постао политичко -социјални покрет који је народу дао дух наде. Растафаријанци су прихватили ставове Афричких свештеника: носили су своју косу као свештеници, нису јели црвено месо, пили алкохол, користили дроге нити пушили цигарете.